# Малгашка кухиња
Малагашка кухиња обухвата мноштво различитих кулинарских традиција острва Мадагаскар у Индијском океану. Храна која се једе на Мадагаскару имала је велики утицај од азијских, афричких, индијских, кинеских и европских миграната који су насељавали острво. Један од основних састојака малагашке кухиње су пиринач и кртола, које су узгајају дуж читавог острва, као и другим земљама у југоисточној Азији, још од првих времена првих насељеника на ове просторе. У састав њихове исхране улазе дивљачи и птице што је допринело нестајању великог броја врста птица и сисара на Мадагскару. У састав малагашке кухиње ушла је и говедина, коју су увели источноафрички мигранти на острву, у 11. веку
Трговина са арапаским, индијским и европским трговцима додатно је обогатила кулинарске традиције острва увођењем нових воћа, поврћа и зачина. На скоро читавом острву, савремена јела Мадагскара се углавном састоје од пиринча који се на локалном дијалекту малгашког језика назива varʲ. Многа јела могу бити и вегетаријанска или укључивати животињске протеине, а у оба састојци су обични ђумбир, црни и бели лук, парадајз, ванила, со, а ређе други зачини или траве.
У јужним и западним деловима Мадагаскара, многе породице уместо пиринча користе кукуруз, маниок или сурутку. На острву су на располагању многа слатка и слана јела, као и разноврсна тропска и умерено—тропска воћа. Локално произведена пића укључују воћне сокове, кафу, биљне чајеве и алкохолна пића као што су рум, вино и пиво.
Сложеност малагашских оброка може да се креће од најједноставнијих, традиционалних које су уводили најранији досељеници до празничних јела из 19. века. Иако је класичан малагашски оброк са пиринчом остао најраспрострањенији, француски колонисти и имигранти из Кине и Индије популаризовали су друге врсте и комбинације хране. Сходно томе, малагашка кухиња је традиционална, али и прилагођена од стране других културних утицаја.

## Историја

### Период до 1650. године
Верује се да су Аустронезијски народи први људи који су насељавали Мадагаскар у периоду између 100 и 500. године. Носили су храну у кануима, укључујући пиринач и разне врсте биљака. Шећерна трска, ђумбир, слатки кромпир, свиње и пилићи вероватно су доведени на Мадагаскар од стране ових насељеника, заједно са кокосом и бананом.
Први део становника населио се на југоистичној обали острва, иако су стигли на северни део обале. Први досељеници су гајили усеве на пољима дуж оства, што је доста утицало на нестанак мадагаскарских шума. Такође су прикупљали мед, јаја птица и крокодила, печурке, јестива семена и корење и припремали алкохолна пића од меда и сокова шећерне трске.
Поред свих наведених састојака исхране, месо је такође било неизоставно. Ловиле су се углавном змије, гуштери, корњаче, дивље свиње, птице, лемури, јежеви и већи инсекти. Први насељеници Мадагскара наишли су на пространства изузетно богате флоре и фауне, а острву се тада настањивали џиноски лемури, слоновске птице, велике фосе и малагашски нилски коњи. Најранији досељеници највише су јели јаја птица и месо слоновске птице, која је била највећа птица на свету и била широко распрострањена дуж Мадагаскара у до 17. века. Иако је постојао велики број теорија за пад мадагаскарске мегафауне, јасни докази сугеришу да су лов и људска насељавања кључни фактори.
Иако је било противзаконито трговати са било којом врстом преосталих лемура, ове угрожене животиње су се често тражиле на локалном трпезама и у градским ресторанима. Већи део шума је уништен због сече и гајења усева, а насељеници су се до 600. године преселили и у унутрашње делове острва и почели са раскрчавањем терена како би гајили пиринач, који се након тога култивисао у низијским пределима. Убрзо након тога већи део шумског покривача је нестао, а на њиховм местима била су села са пиринчаним пољима, окруженама равницама.
Врста говеда Зебу, уведени су на острво око 1000. године од стране насељеник из источне Африке коју су такође довели козе, кинеску шећерну трску, биљну врсту Vigna subterranea и друге изворе хране. Зебу говеда су поседовали само добростојећи мештани, па су се она јела ретко, обично током ритуално жртвовања на догађајима духовног типа и на сахранама. Уместо тога, ова говеда су се користила за млеко и сурутку, која је значајни део исхране Малгаша.Зебу говеда државана су у великим стадиона на југу и западу земљеи, али многа од њих су се репрудокавала у природи, на планинским пределима.
Храна је уобичајено припремана у врућој води, касније се користила посуда од зеленог бамбуса, а након тога гвоздене и глинене посуде. Храна се пекла на ватри или на врућем камењу и угљу. Ферментација хране коришћена је за добијање млека, развијање нових укуса или за производњу алкохолних пића од меде, сокова шећерне трске или других локалних биљака. Технике сушења воћа и сољења коришћене су за очување различитих намирница за транспорт, трговину или будућу потрошњу. Многа храна је припремана на овакав начин, нарочито риба, која се и данас исто тако припрема.
До 16. века на западној обали острва успостављене су централизоване краљевине међу народима Сакалава и Мерина. Припадници краљевства Мерина прослављали су Нову годину церемонијом, где је на менију била говедина у декоративним посудима од глине. За десерт служио се пиринач у млеку и меду, оброк који се на локалном језику називао татау. Према усменој историји, краљ Ралаамбо је доста утицао на малгашку кухињу. Раламбов отац, краљ Андриаманелу заслужан је за увођење обичаја једења оваца на венчањима.

### 1650—1800
Године 1696. повећана је поморска трговина у луци Магалас, нарочито прехрамбених производа. Тровачки бродови доносили су усеве из Америка, као што је слатки кромпир, парадајз, кукуруз, кикирики, дуван и пасуљ, на Мадагаскар у 16. и 17. веку. Ови производи су се прво култивисали у обалним пределима и најближим пристаниђта, а касније су се ширили по читавом острву. У наредних 100 година од њиховог увођења, производи су били широком распрострањени у централним планинским деловиам Мадагаскара. Ананас, лимете, лимун и поморанџе сађени су у том периоду у близини малгашких лука, а убрзо је почела и локална култивација тог воћа.
Кактус опунција, познат у јужним пределима Мадагскара и као водена храна стигао је из Новог света у француско насеље Толанаро, 1769. године, а донео га је француски гроф Долисије де Маудаве. Биљка се простирала широм јужног дела острва, где је постала основна храна народима Махафали и Бара. Остацима ове биљаке мештани су хранили зеба говеда.

### 1800–1896
Током 18. века у централним планинским деловима Мадагскара повећала се густина насељености и завладала је глад, поготову због честих ратова. Крајем 19. века, краљ Андријанампоинимерина је успешно уједино зараћена племена под његовом владавином, а потом искористио робове да раде на пољима риже, обезбедивши тако довољно хране за становништво и за извоз. Успостављена су продајна места широм острва, која су служила као трговачи центри за одређене производе односно за димљене и сушене морске плодове и месо, као и за сушени кукуруз, со и разна воћа. Продавци тог времена трговали су и са пиринчаним колачима, а морска кухиња била је и развитку, почетком 19. века.
Владар Мерина краљевства Радама I успио је да уједини скоро читаво острво под његову владавину и упоставио Краљевину Мадагаскар, а управљао је територијим све до колонизације од стране Француске, 1896. године.. За време Краљевине Мадагаскар, успостављене су плантаже за производњу усева која су извожена на инострана тржишта, у Енглеску и Француску. Каранфили су увезени и посејани 1803. године, а култивисао се и кокосов орах. Кафа се садила на малим сеоским парцелама, све до почетка 19. века, када је почела интезивнија производња и њен извоз. Ванила је убрзо постала једна од највише извожене робе са Мадагаскара, а увели су је француски предузетници 1840. године и садили у источним обалним кишним шумама. Техника ручног опрашивања ваниле уведена је на острво 1870. године.

### 1896—1960
Француска колонијална власт била је присутна од 1896. године и увела је низ иновација у локалним кухињама. Одређена су нова имена хране која потичу из француског језика, који је тада био широко распрострањен. На острво је уведен багет, као и разна друга француска пецива и колачи, укључујући крем колачае, кроасане и врућу чоколаду. Французи су такође представили јело фоа гра, које се производило на Мадагаскару и популаризовали салате и макароне помешане са бланшираним поврћем. Французи су такође успоставили плантаже за узгој разнорвисх усева, укључујући не само оне коју су већ експлатисани у 19. веку, већ и нове. Чај, кафа, ванила, кокосово уље и зачини успешно су се извозили са Мадагаскара. Кокос је постао стални састојак медитеранске кухиње, а ванила је почела да се користи у сосовима за јела морских плодова.
Иако је на Мадагаскару постојало неколико кинеских насеља, први велики прилив кинеских миграната уследио је након што је Јозеф Галијени тражио 3000 кинеских радника, да би се изградила железничка станица. Кинески мигранти представили су велики број јела, која су постала део малгашке кухиње у регионима са већим кинеским заједницама.
До осамдесетих година 19. века основана је заједница индијских трговаца у граду Махајангу, у луци на северозападној бали Мадагаскара, у близини залива Бембаток на ушћу реке Бетисбоке. Тридесет година касније Индијаца на Мадагаскару је било више од 4000, а били су концентрисани дуж трговинских лука на северозападном обалском делу острва. Индијске заједнице популаризовале су многа јела широм Мадагскара, нарочито храну самба која је постала изузетно популарна.
Француске иновације изузетно су обогатиле малгашку кухињу. Од почетка садње кактуса у 18. веку начин живота сточара био је све више ослоњен на ову биљку, јер су се са њом храниле домаће животиње. Међутим, појавом паразита сви кактуси на југу Мадагаскара су се исушили, изазавши тако масовну глад.

## Савремена кухиња
Од независности Мадагаскара 1960. године, кухиња Мадагаскара одржала је различите културе и историје утицаје. У целој земљи пиринач се сматра главном храном. Ресторани нуде широку палету иностраних кухиња и малгашких јела, са француским и другим утицајима у препреми и састојцима.
Пиринач је основни састојак малгашке кухиње и налази се готово у сваком јелу. Припрема се у различитим количинама воде, у зависности од укуса, а једе уз сос. Традиционално јело је и каша од пиринча, са месом и сецканом салатом, као и пиринач са комадима меса. Додаци пиринча на локалном језику наизвају се лаока. На вишим пределима сос је углавном парадајз, док се као прилог у обалним деловима углавном користи кокосово млеко као додатак.

## Галерија
- Кака јело од пилетине
- Домаћи румови
- Сушени кукуруз
- Сушење пиринча
- Малгашка салата